# Gryts socken, Södermanland
Gryts socken i Södermanland ingick i Daga härad, ingår sedan 1992 i Gnesta kommun och motsvarar från 2016 Gryts distrikt.
Socknens areal är 115,36 kvadratkilometer, varav 95,21 land. År 2000 fanns här 1 010 invånare. Godsen Stjärnhovs säteri, Boxtorp, Herrökna och Ånhammar samt tätorten Stjärnhov och sockenkyrkan Gryts kyrka ligger i socknen.

## Administrativ historik

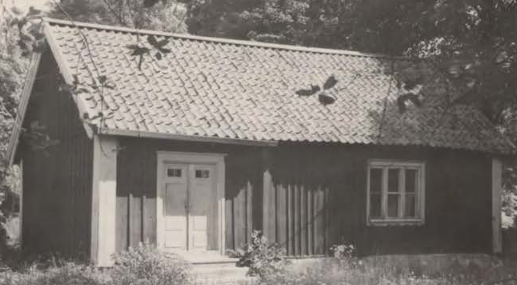
Sockenstugan

Gryts socken omtalas i dokument första gången 1314. Den sydvästligaste delen med gårdarna Boxtorp, Jordanstorp, Jättna, Solberga och Ökna tillhörde fram till 1889 till skillnad från övriga socknen Villåttinge härad och redovisas ofta under Hyltinge jordebokssocken.
Vid kommunreformen 1862 övergick socknens ansvar för de kyrkliga frågorna till Gryts församling och för de borgerliga frågorna till Gryts landskommun. Landskommunen uppgick 1952 i Daga landskommun som 1974 uppgick i Nyköpings kommun där denna del 1992 utbröts och överfördes till Gnesta kommun. Församlingen uppgick 2006 i Daga församling.
1 januari 2016 inrättades distriktet Gryt, med samma omfattning som församlingen hade 1999/2000.
Socknen har tillhört län, fögderier, tingslag och domsagor enligt vad som beskrivs i artikeln Daga härad. De indelta soldaterna tillhörde Södermanlands regemente, Gripsholms kompani.

## Geografi
Gryts socken ligger öster om Flen med en vik av Båven i sydost och sjön Dunkern i nordväst. Socknen är sjörik och kuperad med omväxlande odlingsbygd och skogsbygd.
Riksväg 57 samt Västra stambanan genomkorsar socknen i öst-västlig riktning.
Kyrkoherdebostället fanns i Odensberga, som byggdes först i slutet av 1800-talet, men strax intill den gamla prästgården. Klockarbostället hette klockarbol. Militieboställen fanns vid Årbytorp för en av de tre profosserna vid Södermanlands regementes stab samt vid Tångtorp för en trumslagare vid Gripsholms kompani. De 11 soldattorpen i socknen var tilldelade samma kompani.
Säterier har funnits vid Börsnäs, Grytsberg, Hundsgrana (Graneberg), Hovgården, Hässelby, Jälund, Nässelsta (Stjärnhov), Pungsund, Rösund, Ånhammar (tillsammans med Järna och Sjögärdet), Äspetorp, Herrökna och Öllösa.

### Industrier
Vid Öllösa fanns från början av 1600-talet en masugn, och senare även en hammarsmedlja, men bruket lades ned vid mitten av 1600-talet på grund av malmbrist. Det återupptogs dock på 1800-talet för en tid. Vattenkraft har utnyttjats för kvarnar och sågar på ett flertal håll i socknen. Vid mitten av 1900-talet fanns vattenkvarnar kvar i Öllösa, Nässelsta och Glömnäs. Ett sågverk fanns under 1900-talet vid Ånhammar och en snickerifabrik vid Stjärnhovs station.
Inom Gryts socken låg Solbacka gossläroverk samt Diakonissanstaltens flickbarnhem Stjärnvik.
År 1929  fanns 2 315 hektar åker och 6 694 hektar skogs- och hagmark.

### Geografisk avgränsning
Gryts sockens sydligaste punkt ligger på den s.k. Häradsholmen ungefär mitt i Båven. Här möts de fyra socknarna Gryt, Björnlunda, Ludgo samt Hyltinge, den sistnämnda ligger i Flens kommun. Ludgo socken ligger i Nyköpings kommun. Sydligaste fastland är Björkudden vid gården Hornet längst ut på en halvö, som löper ut norrifrån.
I öster avgränsas socknen från Häradsholmen och norrut av Björnlunda socken på en sträcka av cirka 10 km fram till sjön Nedre Gälringen. I sjöns östra del ligger ett "tresockenmöte" Gryt - Björnlunda - Gåsinge-Dillnäs. Gränsen mellan Gryt och Gåsinge-Dillnäs socken löper i nordlig riktning cirka 15 km till gränsen mot Åkers socken i Strängnäs kommun. "Tresockenmötet" Gryt - Gåsinge-Dillnäs - Åker ligger norr om Korsmossen och cirka 1 km nordväst om Trullsjön i Gåsinge-Dillnäs. Gränsen mot Åkers socken i norr går spikrakt västerut från nyss nämnda sockenmöte, rakt över Finnsjön, fram till "tresockenmötet" Gryt-Åker-Dunker, vilket ligger på berget Magsjöberget (102,3 m ö.h.). Punkten är samtidigt trekommunmöte mellan Gnesta, Strängnäs och Flens kommuner. Gränsen mot Dunkers socken (Flens kommun) går från Magsjöberget i sydvästlig riktning cirka 5 km fram till sjön Dunkern (24,4 m ö.h.). Gränsen går sedan mot sydost och in i den å som förbinder Dunkern med sjön Misteln (24,3 m ö.h.). Vid Dunkerns strand ligger här dels Glömnäs såg, dels Ånhammars herrgård. Från nyss nämnda å viker gränsen åter mot sydväst ca 3 km fram till "tresockenmötet" Gryt-Dunker-Hyltinge. Denna punkt ligger väster om Ungsjötorp. Härifrån går sockengränsen mellan Gryts och Hyltinge socken mot sydväst och faller efter ca 6 km ut i Inbåven strax väster om Boxtorp. Gränsen fortsätter över Inbåven och Bocksfjärden och når till slut åter Häradsholmen (jfr ovan).

## Fornlämningar
De flesta lämningar är från bronsåldern och äldre järnåldern och består av rösen och stensättningar med spritt läge. Från yngre järnåldern härstammar omkring tio små gravfält. Inom socknen finns även nio fornborgar samt tre runristningar.

## Bilder (gårdar)

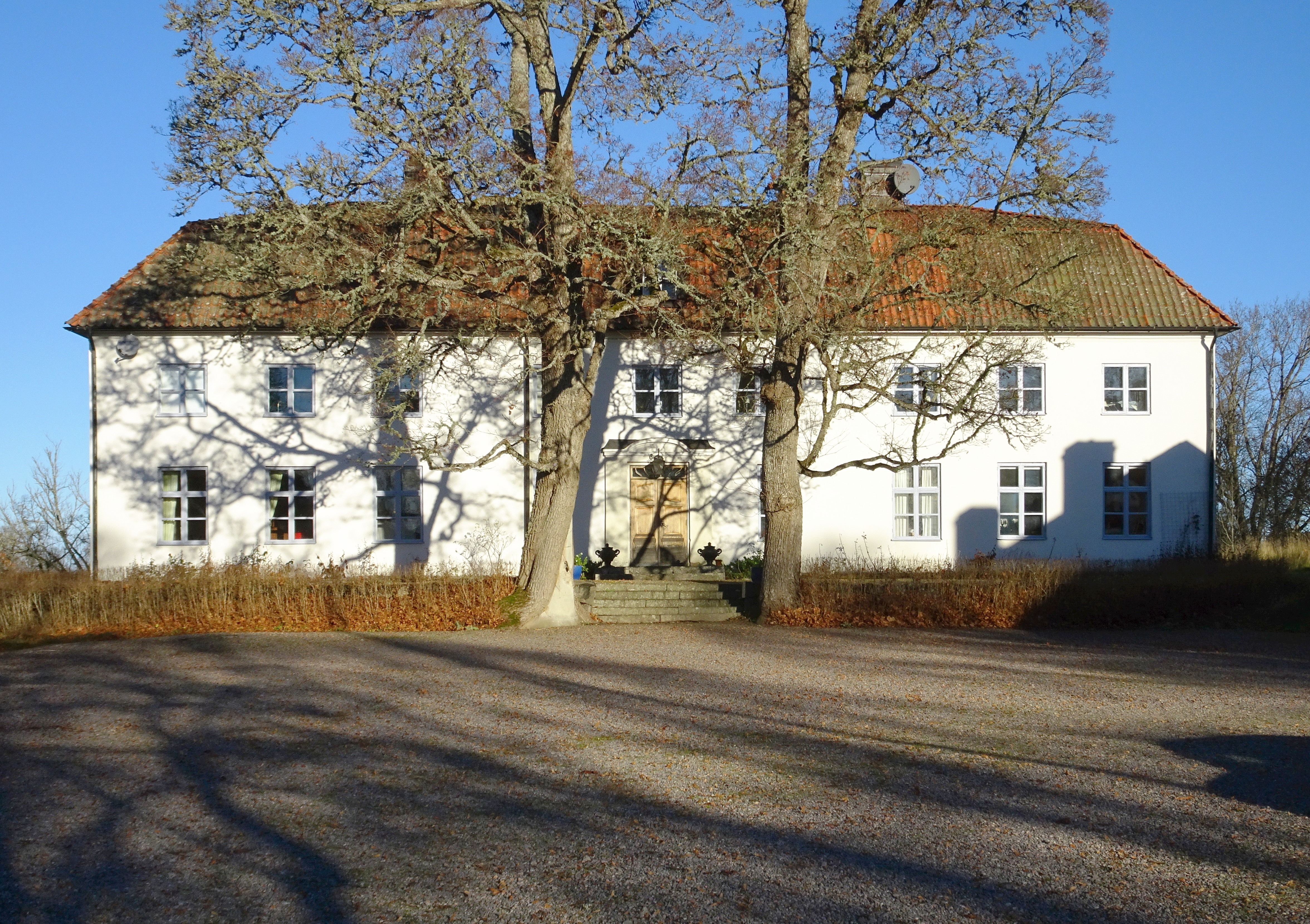
Graneberg.
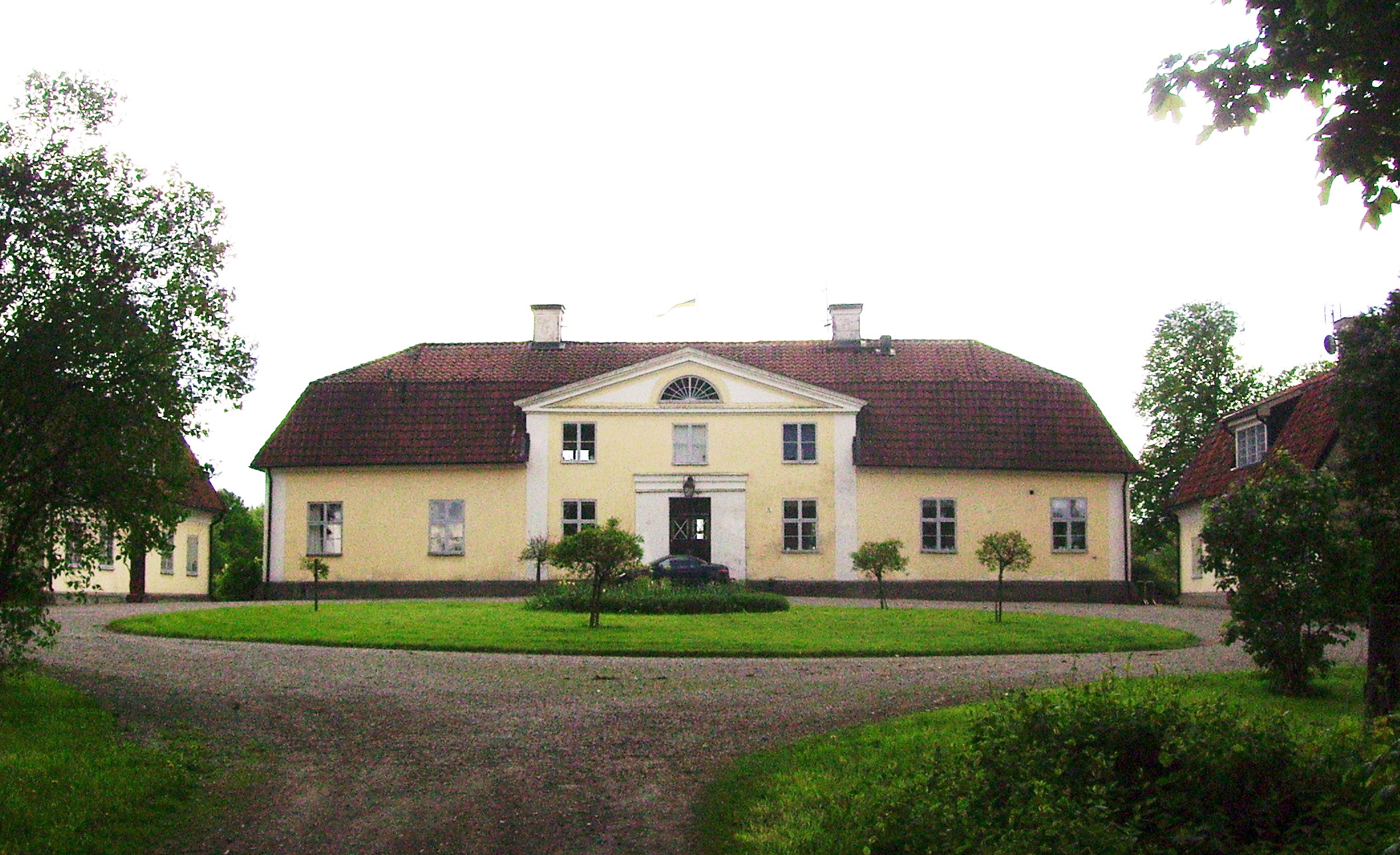
Stjärnhovs säteri.
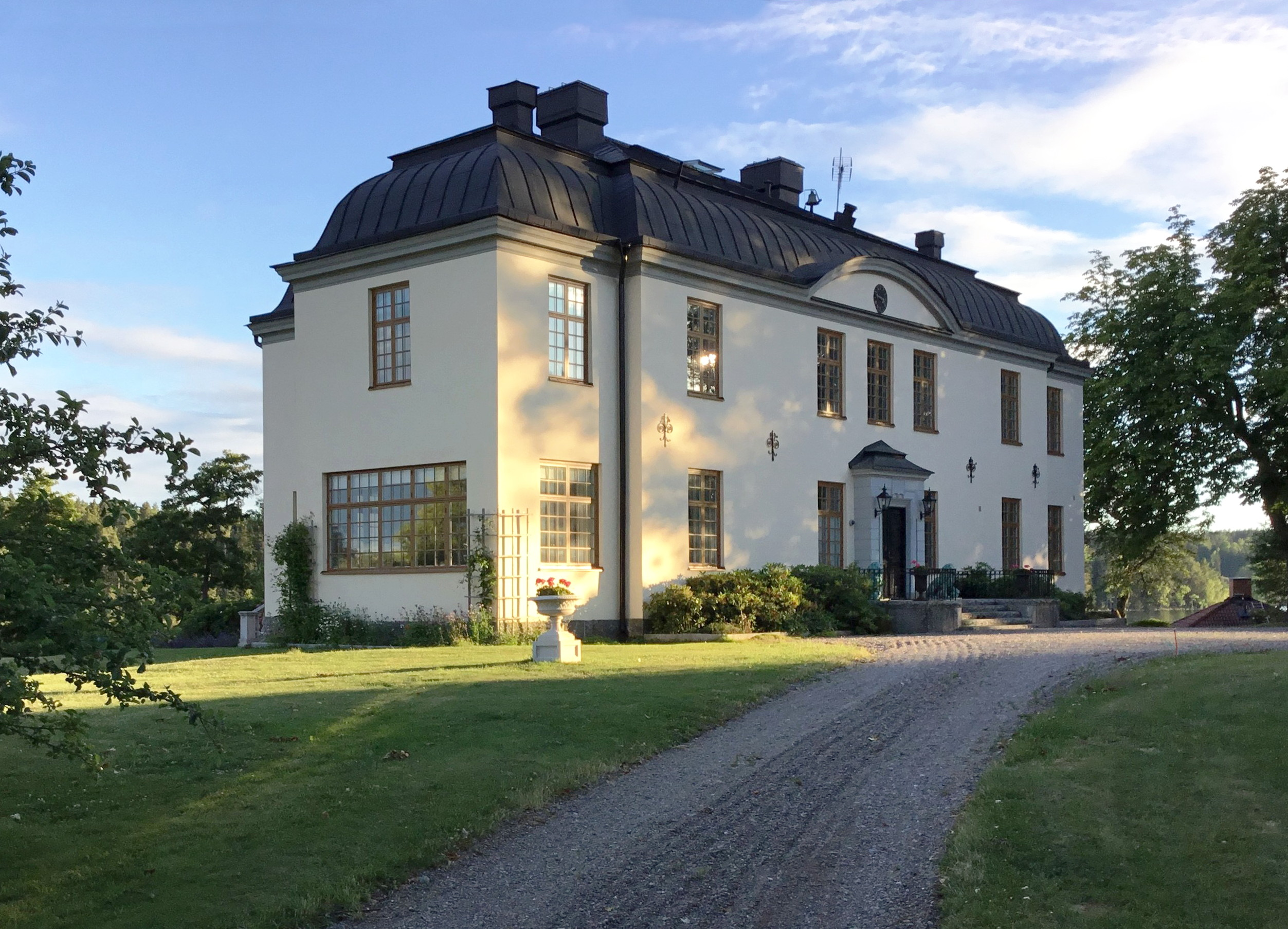
Boxtorp.
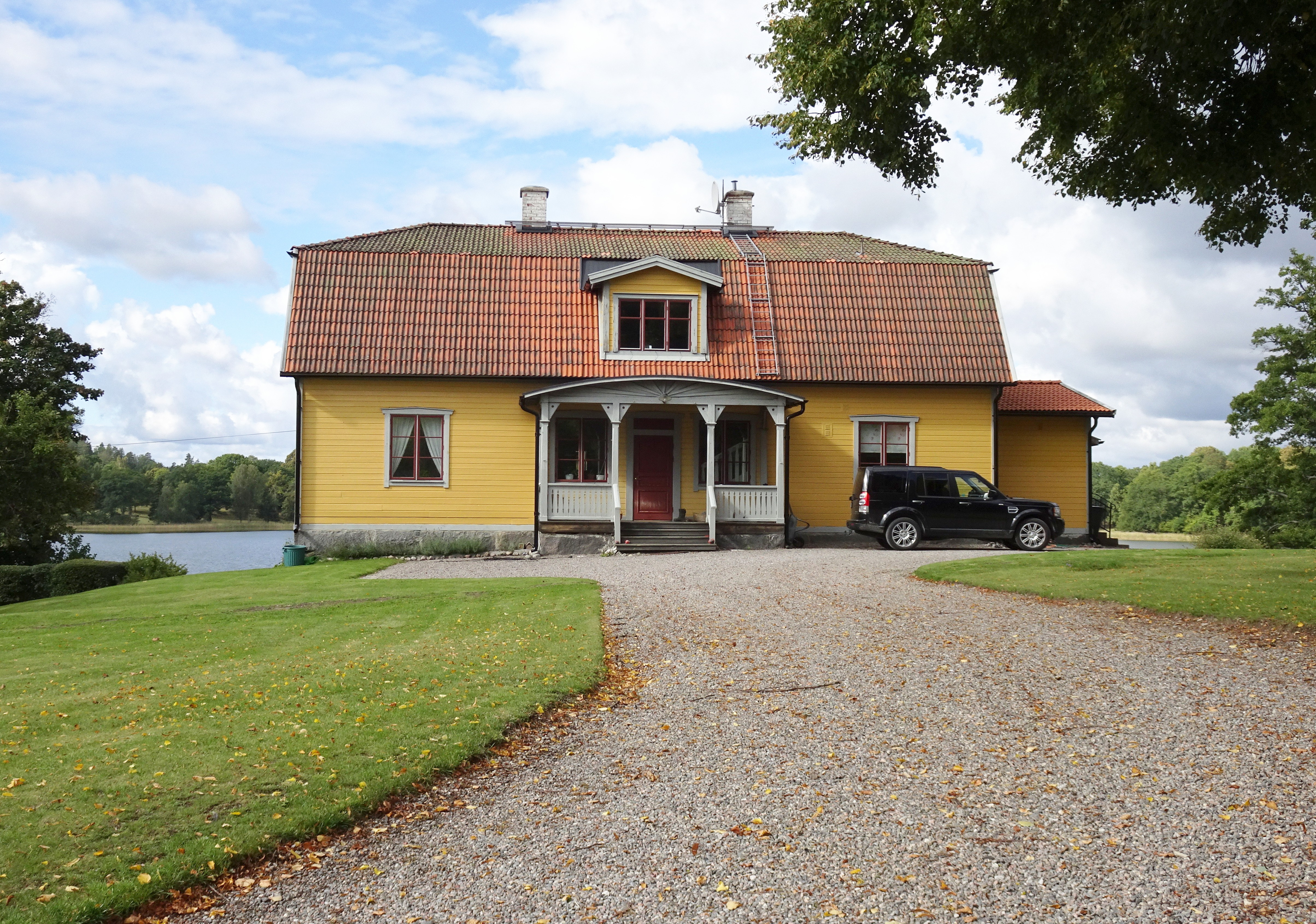
Herrökna.
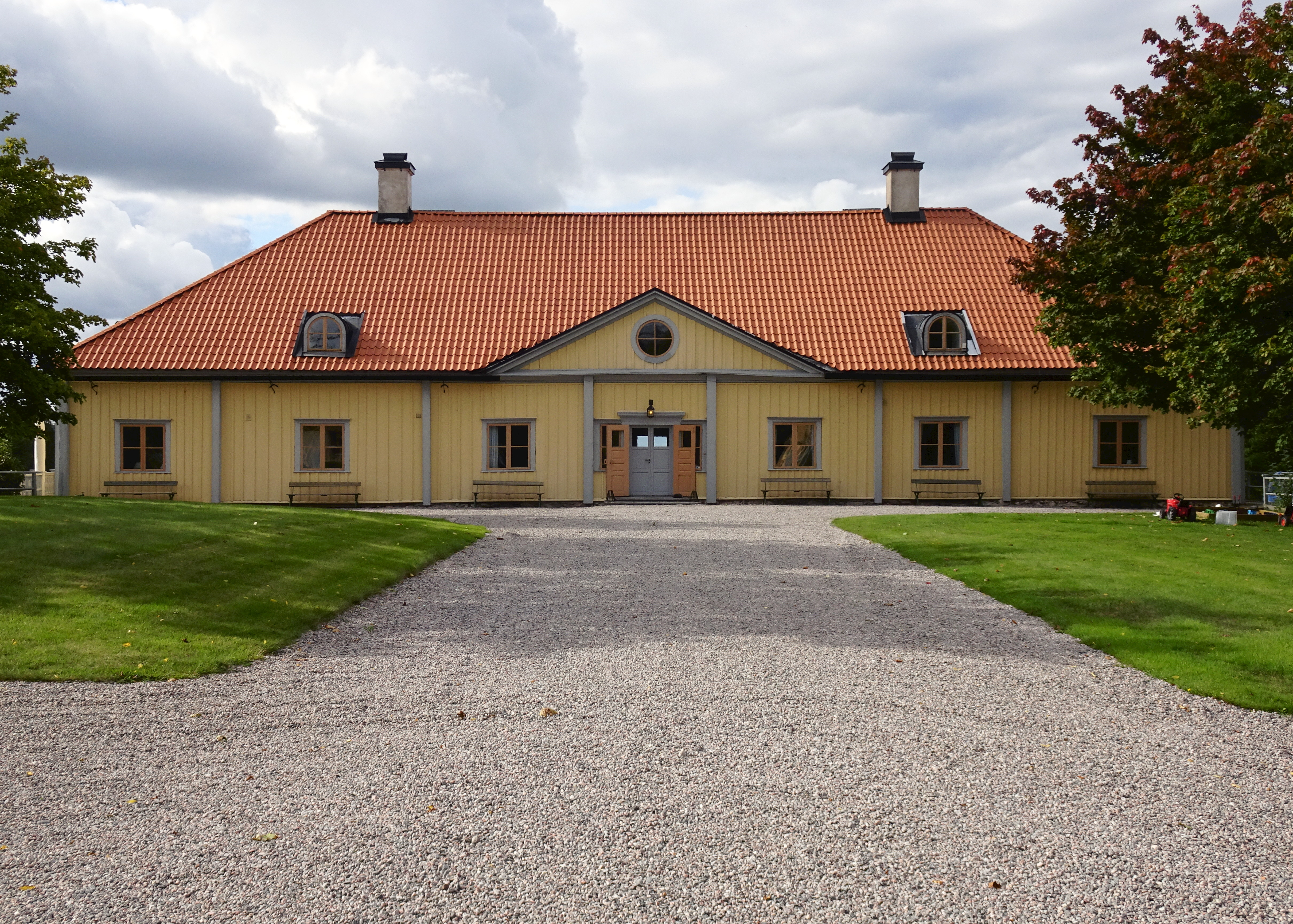
Ånhammar.

## Namnet
Namnet (1284 Grutum) kommer från kyrkbyn och innehåller gryt(a), 'stenanhopning, stenig mark'.